# Leuven (járás)
Leuven járás egyike a belgiumi Flamand-Brabant tartományban található két adminisztratív járásnak. Leuven járás Brüsszeltől kelet-északkeletre található, területe 1163 km², lakossága 2010 elején 483469 fő, népsűrűsége 416 fő/km² volt.

## Története
A leuveni járást 1800-ban a francia megszállás alatt hozták létre Dijle tartomány második járásaként. 1823-ban számos települést csatoltak a járáshoz.
1963-ban a nyelvi határok meghúzásakor viszont Borgworm járáshoz csatolták Attenhoven, Eliksem, Laar, Landen, Neerhespen, Neerlanden, Neerwinden, Overhespen, Overwinden, Rumsdorp, Waasmont, Walsbets, Walshoutem, Wange és Wezeren településeket.

## Közigazgatási beosztása

### Települések

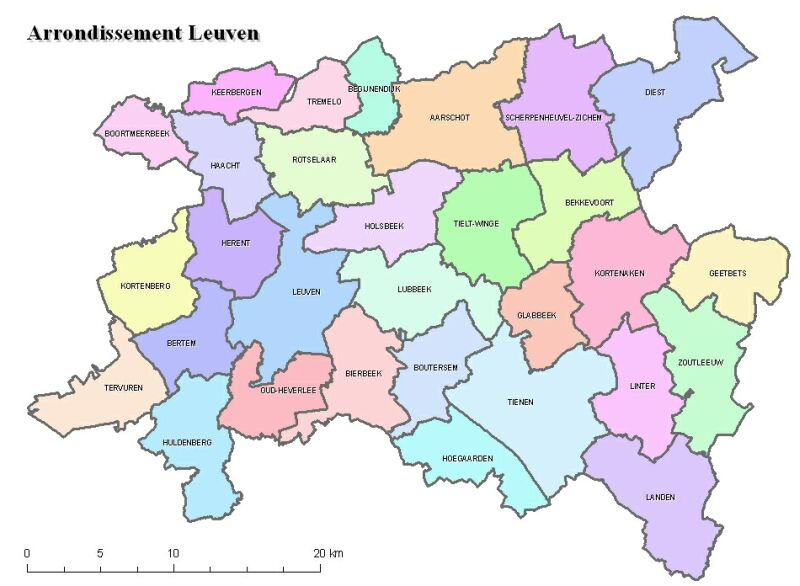
Leuven járás közigazgatási felosztása

| - Aarschot - Begijnendijk - Bekkevoort - Bertem - Bierbeek - Boortmeerbeek - Boutersem - Diest - Geetbets - Glabbeek |

| - Haacht - Herent - Hoegaarden - Holsbeek - Huldenberg - Keerbergen - Kortenaken - Kortenberg - Landen - Leuven |

| - Linter - Lubbeek - Oud-Heverlee - Rotselaar - Scherpenheuvel-Zichem - Tervuren - Tielt-Winge - Tienen - Tremelo - Zoutleeuw |

### Résztelepülések
| - Aarschot - Assent - Attenhoven - Attenrode - Averbode - Baal - Begijnendijk - Bekkevoort - Bertem - Betekom - Bierbeek - Binkom - Blanden - Boortmeerbeek - Bost - Boutersem - Budingen - Bunsbeek - Deurne - Diest - Dormaal - Drieslinter - Duisburg (Belgium) - Eliksem - Erps-Kwerps - Everberg - Ezemaal - Geetbets - Gelrode - Glabbeek-Zuurbemde - Goetsenhoven - Grazen - Haacht |

| - Haasrode - Hakendover - Halle-Booienhoven - Helen-Bos - Herent - Hever - Heverlee - Hoegaarden - Hoeleden - Holsbeek - Houwaart - Huldenberg - Kaggevinne - Kapellen - Keerbergen - Kerkom - Kersbeek-Miskom - Kessel-Lo - Korbeek-Dijle - Korbeek-Lo - Kortenaken - Kortenberg - Kortrijk-Dutsel - Kumtich - Laar - Landen - Langdorp - Leefdaal - Leuven - Linden - Loonbeek - Lovenjoel - Lubbeek |

| - Meensel-Kiezegem - Meerbeek - Meldert - Melkwezer - Messelbroek - Molenbeek-Wersbeek - Molenstede - Neerhespen - Neerijse - Neerlanden - Neerlinter - Neervelp - Neerwinden - Nieuwrode - Oorbeek - Oplinter - Opvelp - Orsmaal-Gussenhoven - Ottenburg - Oud-Heverlee - Outgaarden - Overhespen - Overwinden - Pellenberg - Ransberg - Rillaar - Roosbeek - Rotselaar - Rummen - Rumsdorp - Schaffen - Scherpenheuvel |

| - Sint-Agatha-Rode - Sint-Joris-Weert - Sint-Joris-Winge - Sint-Margriete-Houtem - Sint-Pieters-Rode - Testelt - Tervuren - Tielt - Tienen - Tildonk - Tremelo - Vaalbeek - Veltem-Beisem - Vertrijk - Vissenaken - Vossem - Waanrode - Waasmont - Walsbets - Walshoutem - Wange - Webbekom - Werchter - Wespelaar - Wezemaal - Wezeren - Willebringen - Wilsele - Winksele - Wommersom - Zichem - Zoutleeuw |